# Lehighton
Lehighton es un borough ubicado en el condado de Carbon en el estado estadounidense de Pensilvania. En el año 2000 tenía una población de 5,537 habitantes y una densidad poblacional de 1,247.4 personas por km².

## Geografía
Lehighton se encuentra ubicado en las coordenadas 40°49′55″N 75°42′53″O / 40.83194, -75.71472.

## Demografía
Según la Oficina del Censo en 2000 los ingresos medios por hogar en la localidad eran de $28,566 y los ingresos medios por familia eran $35,673. Los hombres tenían unos ingresos medios de $30,590 frente a los $22,466 para las mujeres. La renta per cápita para la localidad era de $14,861. Alrededor del 14.3% de la población estaba por debajo del umbral de pobreza.